# Мехелин, Леопольд

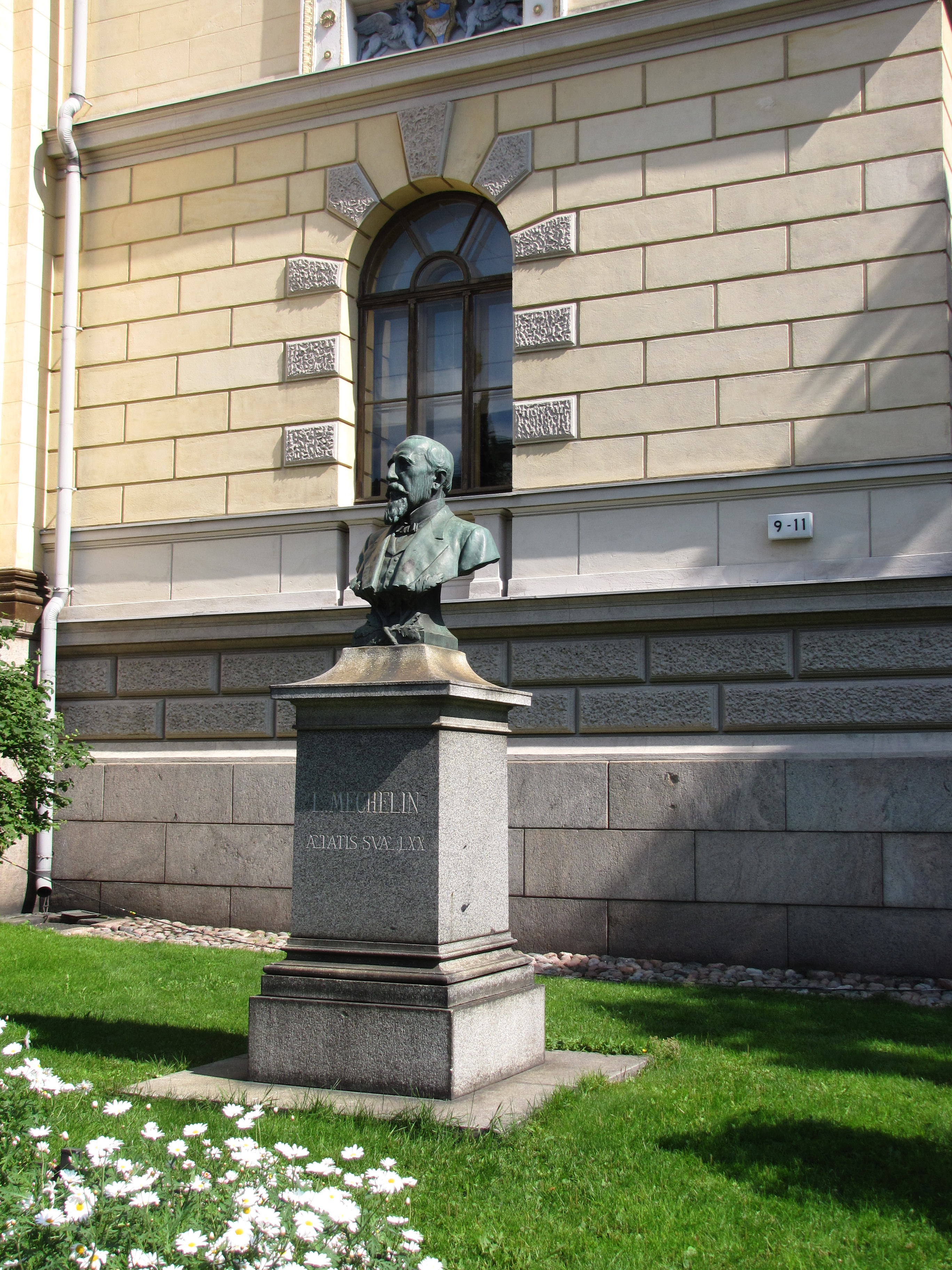
Лео Мехелин,
скульптура Вальтера Рунеберга

Леопольд (Лео) Генрих Станислав Мехелин (швед. и фин. Leopold (Leo) Henrik Stanislaus Mechelin, 24 ноября 1839, Фредриксхамн, Великое княжество Финляндское, Российская Империя — 26 января 1914, Гельсингфорс, Великое княжество Финляндское, Российская Империя) —  финский политический и государственный деятель, сооснователь (вместе с Фредриком Идестамом) компании Nokia.
Мехелину принадлежат многочисленные труды по истории государственного права Финляндии и о правовом положении Финляндии как Великое княжество под Российской империи.

## Биография
Родился 24 ноября 1839 год в городе Фредриксхамне, в Великом княжестве Финляндском, в шведской семье.
С 1874 по 1882 год был профессором права и экономических наук в Императорском Александровском университете в Гельсингфорсе.
В 1872, с 1877 по 1878, в 1882, 1885, с 1899 по 1904 был депутатом сословного сейма.
С 1882 по 1890 годы — член сената (правительства) Великого княжества Финляндского, ведал вопросами финансов, торговли и промышленности.
С 1893 по 1903 годы — директор и председатель правления банка в Гельсингфорсе и лидер буржуазного либерального движения, выступавшего с позиций пассивного сопротивления политике русского царизма. В этот период личным секретарём у Мехелина работала Текла Хултин, позже ставшая известным политиком и депутатом эдускунты. Она писала в своих воспоминаниях, что Мехелин очень часто «оказывался в самом центре, творя историю Финляндии».
В декабре 1905 года был назначен Николаем II вице-председателем финляндского сената, составленного из представителей либерального крыла финляндской буржуазии.
В 1908 году вышел в отставку.
С 1910 по 1913 годы — депутат сейма от так называемой Партии финляндских конституционалистов (основана в 1902 году).
Скончался 26 января 1914 года в Гельсингфорсе.